# 杉渓一言
杉渓 一言（すぎたに きよとき、1922年(大正11年)3月29日 - ）は、日本の心理学者、日本女子大学名誉教授。

## 経歴
東京生まれ。男爵・杉渓由言の長男。1947年東京帝国大学文学部心理学科卒。1949年同大学院（旧制）修了。1951年横浜国立大学講師、1957年助教授、1964年日本女子大学助教授、1965年教授、1992年定年退任、名誉教授。1998年勲三等瑞宝章受勲。
2022年11月に100歳記念講演会を行なった。

## 著書
- 『部下指導の心理学』産業教育センター 日本の職長シリーズ、1962
- 『職場のカウンセリング あなたを生かす人間関係』誠信書房、1963
- 『対話学入門 心のふれあいの行動科学』総合労働研究所 LD文庫、1971

### 共著、編
- 『こどもの心理と扱い方 児童心理学入門』辰見敏夫共著 三友書房、1953
- 『部下を生かすカウンセリングの技術』伊東博、坪上宏共著 ダイヤモンド社、1968
- 『現代の心理学を考える』責任編集 川島書店、1982
- 『講座家族心理学 第4巻 家族と社会』責任編集 金子書房、1989
- 『カウンセラーの悩みと生きがい カウンセリングをまなぶ人たちへ』編著 川島書店、1990
- 『産業カウンセリング入門 産業カウンセラーになりたい人のために』中澤次郎、松原達哉、楡木満生共編著 日本文化科学、1995
- 『産業カウンセリングハンドブック』日本産業カウンセリング学会監修 共編 金子書房、2000

## 論文
- 「怠惰児の実験的研究」 『児童心理と精神衛生』 第1巻 4号 1951
- 「教師と生徒の関係」 『教育心理』 第1巻 8号 1953
- 「学校カウンセリングの問題点」 『心理学評論』 第2巻 2号 1958
- 「幼児に対する母親の期待像 (1)(2)(3)」 『日本女子大学児童研究所紀要』 2 1974 - 3 1976
- 「家族臨床心理の課題」 『家族心理学年報』 1 1983
- 「エンカウンター・グループの課題」 『サイコロジー』 第17号 1981
- 「婚前カウンセリングのすすめ」 『家族心理学年報』 第6集 1988
- 「日本におけるカウンセリング-回顧と展望」 『カウンセリング研究』 第26巻 1号 1993
- 「カウンセリングにおける共感、受容とストローク」 『交流分析研究』 第21巻 1号 1996
- 「産業カウンセリングの課題と展望」 『カウンセリング研究』 第30巻 3号 1997
- 「ロールプレイングと人間性心理学」 『人間性心理学研究』 第16巻 2号 1998

## 参考
- 共編 『産業カウンセリングハンドブック』日本産業カウンセリング学会監修、金子書房、2000年。ISBN 978-4-7608-2588-2
- 『現代日本人名録』2002
- 大泉溥 編 編『日本心理学者事典』クレス出版、2003年、578頁。ISBN 4-87733-171-9。